# Googermolen
De Googermolen is een grondzeiler nabij Roelofarendsveen, in de gemeente Kaag en Braassem, in de Nederlandse provincie Zuid-Holland. De molen is in 1717 gebouwd ten behoeve van de bemaling van de Googerpolder. De Googermolen, die de grootste ronde stenen grondzeiler van Nederland is, maalde tot 1956 uitsluitend op de wind. In dat jaar is een hulpmotor in de molen gemonteerd die de vijzel aandrijft. Sinds 1972 is de Rijnlandse Molenstichting eigenaar van de Googermolen. Na een grondige restauratie halverwege de jaren 90 is de Googermolen weer regelmatig in bedrijf. De woning in de molen wordt bewoond.

## Geschiedenis
De huidige Googermolen is in 1717 gebouwd. Hij is naar verluidt in 1833 uitgebrand nadat de vang oververhit was. Hierna heeft men de romp verstevigd door rond de bestaande stenen romp een nieuwe laag metselwerk aan te brengen. Dit kwam tijdens de restauratie in de jaren 90 aan het licht.
In 1903 brak de bovenas tijdens het malen. Hierbij ging het wiekenkruis verloren, evenals een aantal andere onderdelen. Waarschijnlijk was de zware belasting de hoofdoorzaak van dit ongeval. De grote opvoerhoogte van ca. 4,5 meter vergt veel kracht en mede daarom werden de wieken in de jaren dertig verdekkerd. Later zijn deze vervangen door fokwieken, die ook bij weinig wind efficiënt zijn.
Toen in 1945 de polder onder water was gezet, heeft de Googermolen deze weer drooggemalen.

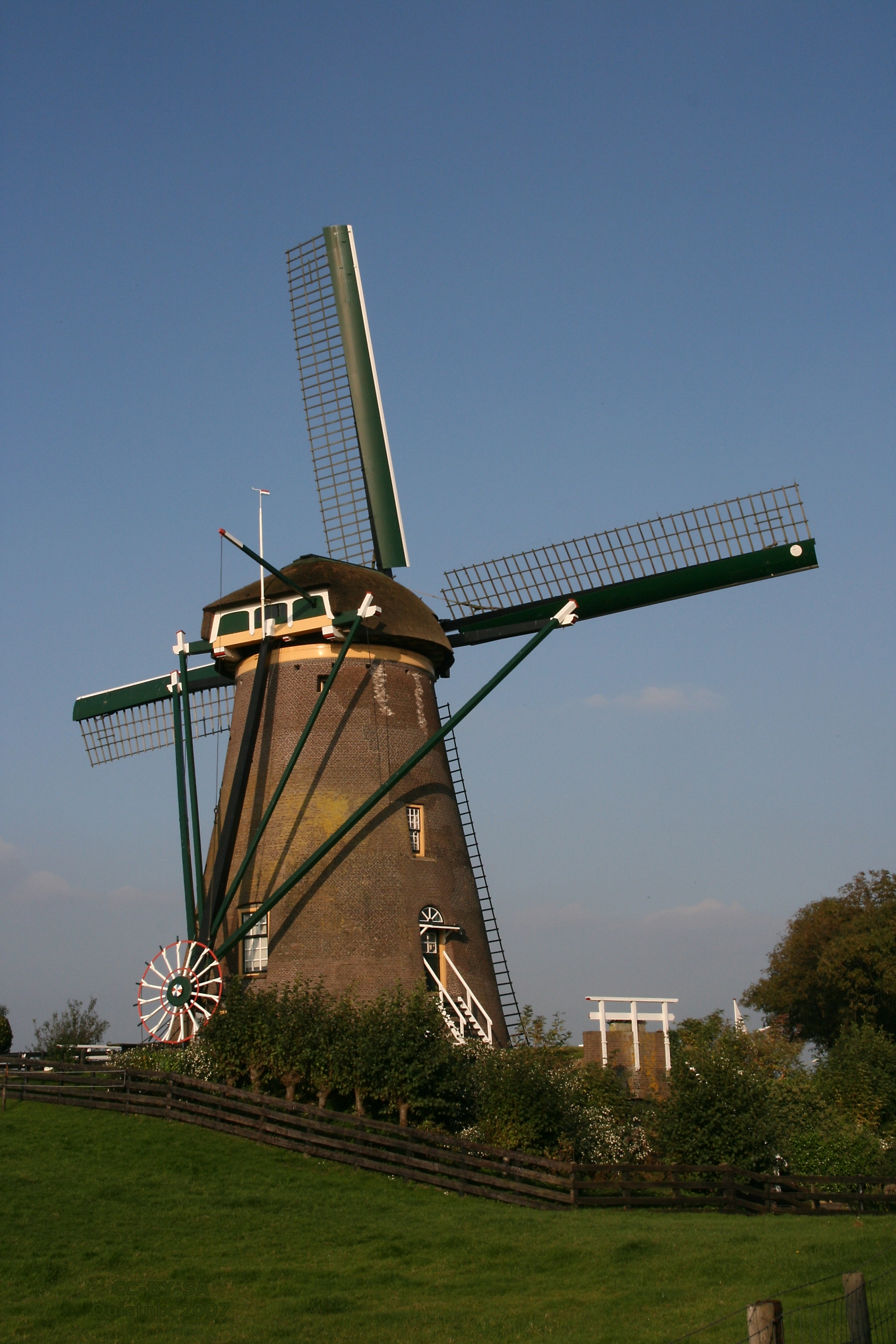
Googermolen